# Barenton-sur-Serre
Barenton-sur-Serre is een gemeente in het Franse departement Aisne (regio Hauts-de-France) en telt 113 inwoners (2009). De plaats maakt deel uit van het arrondissement Laon.

## Geografie
De oppervlakte van Barenton-sur-Serre bedraagt 8,2 km², de bevolkingsdichtheid is dus 13,8 inwoners per km².

## Verker en vervoer
- Station Barenton-sur-Serre

De onderstaande kaart toont de ligging van Barenton-sur-Serre met de belangrijkste infrastructuur en aangrenzende gemeenten.

## Demografie
Onderstaande figuur toont het verloop van het inwonertal (bron: INSEE-tellingen).
Vanwege een beveiligingsprobleem met de MediaWiki Graph-software is het momenteel niet mogelijk deze grafiek weer te geven. Zodra de software is bijgewerkt zal de grafiek vanzelf weer zichtbaar worden.
1. ↑  Populations de référence 2022.